# Shabaite-(Nd)
La shabaite-(Nd) deriva il suo nome dalla regione di Shaba nello Zaire.

## Origine e giacitura
Si rinviene in associazione con l'Uraninite, Kamotoite-(Y), schuilingite-(Nd), uranofane, nei  depositi di rame e cobalto della regione est del Kamoto, nella provincia dello Shaba in Zaire.

## Forma in cui si presenta in natura
Il minerale si presenta di colore giallo chiaro In scaglie micacee e sotto forma di rosette fino a 5mm di diametro.